# Litwini pruscy

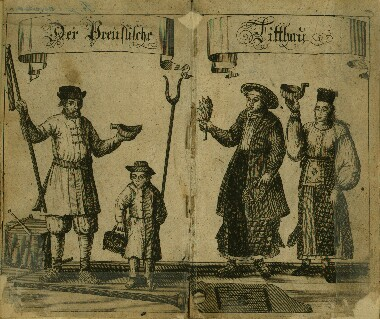
Litwini pruscy (1744)

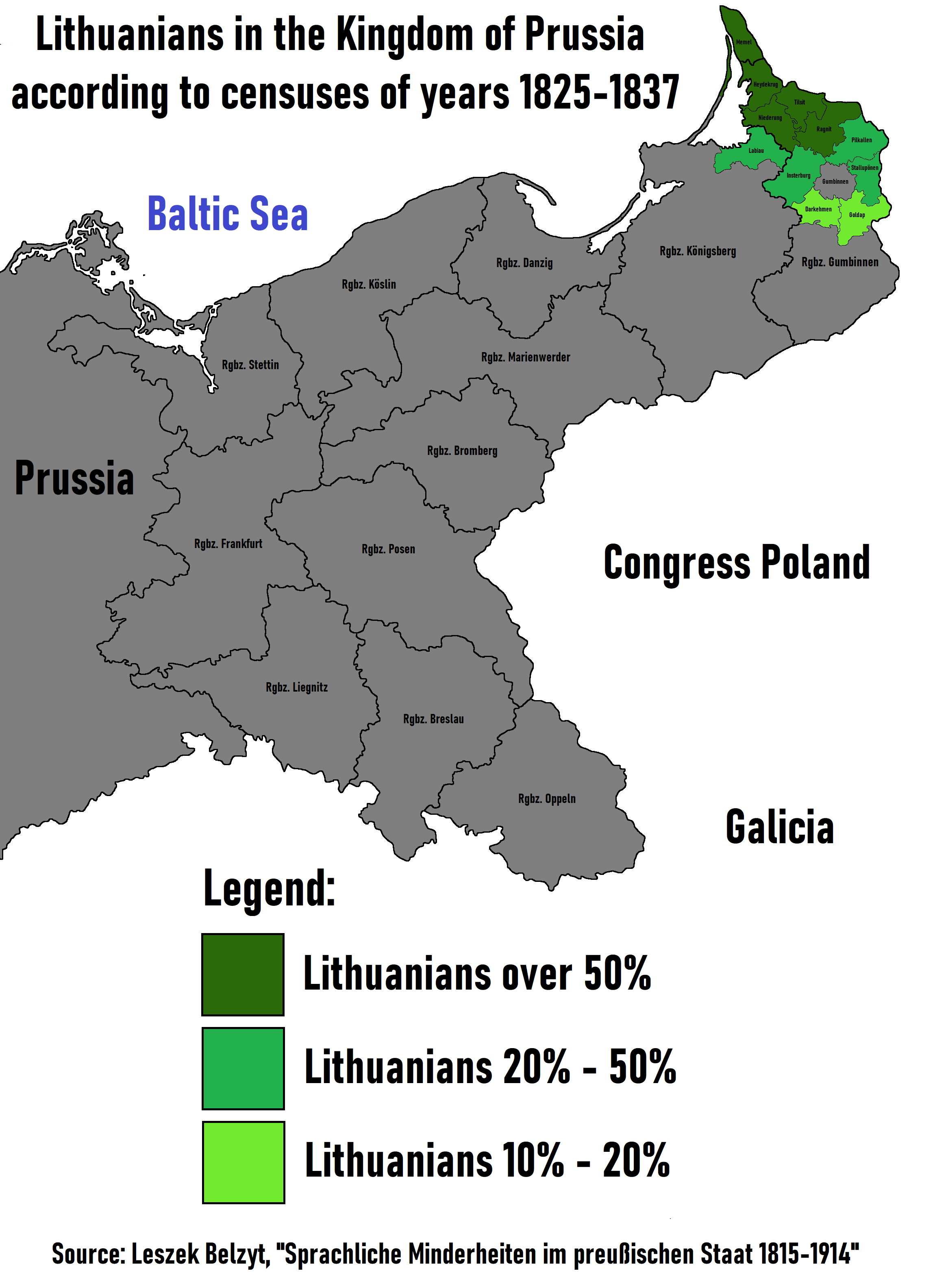
Litwini w państwie pruskim

Litwini pruscy (lit. Lietuvininkai, niem. Kleinlitauener) – Litwini pochodzący z byłych niemieckich Prus Wschodnich, z obszaru znanego jako Litwa Pruska (Mała Litwa). Na tym terenie mieszkało ponad 120 000 osób mówiących po litewsku.
W przeciwieństwie do Litwinów z Litwy, którzy są katolikami, Litwini pruscy po reformacji zostali protestantami. Posługują się językiem litewskim lub niemieckim. Pruskim Litwinem jest Klaus Wowereit, były burmistrz Berlina.